# De Cézac
Automobiles de Cézac war ein französischer Hersteller von Automobilen.

## Unternehmensgeschichte
Das Unternehmen aus Périgueux begann 1922 mit der Produktion von Automobilen. Der Markenname lautete De Cézac. 1927 endete die Produktion.

## Fahrzeuge

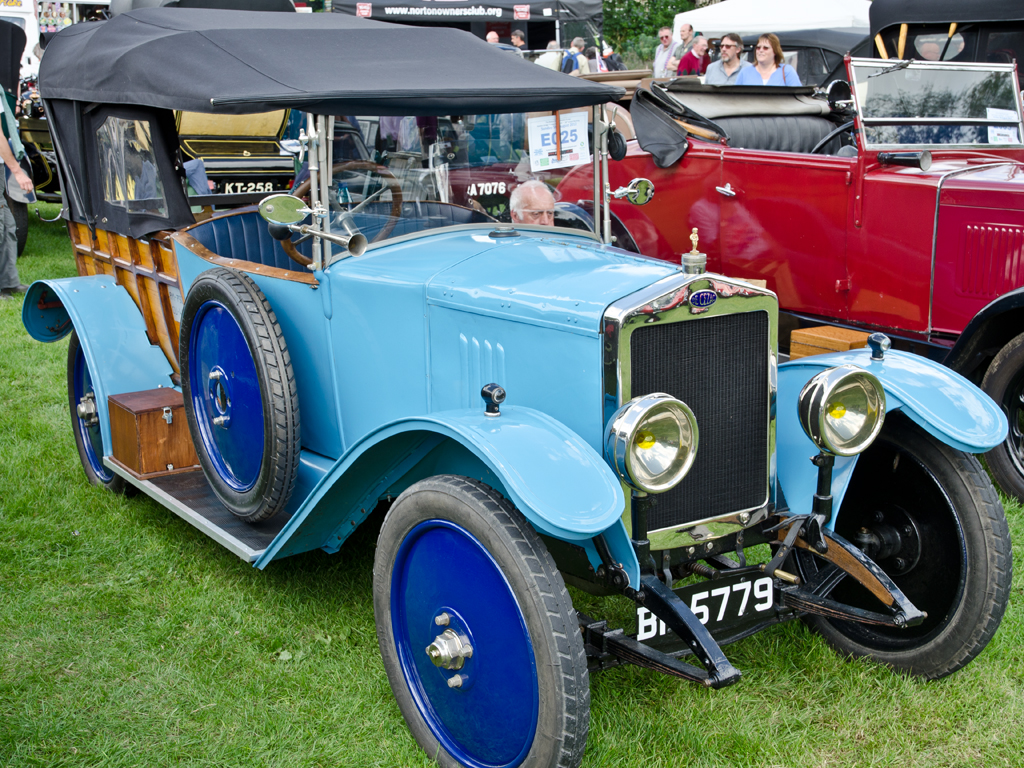
De Cézac 10 CV Camionette von 1925

Im ersten Modell kamen Vierzylindermotoren von Ballot zum Einsatz. Zur Wahl standen Motoren mit 1590 cm³ und 1685 cm³ Hubraum. Im Angebot standen Tourenwagen, Limousinen und Coupés. 1925 ergänzte ein kleineres Modell mit einem Einbaumotor von CIME mit 1202 cm³ Hubraum das Sortiment.